# Bulovka
Bulovka là một làng thuộc huyện Liberec, vùng Liberecký, Cộng hòa Séc.